# Edita Pfundtner
Edita Pfundtner (ur. 30 stycznia 1973 w Bratysławie) – słowacka adwokat i polityk, wiceprzewodnicząca partii Most-Híd, posłanka do Rady Narodowej.

## Życiorys
W 1997 ukończyła studia na Wydziale Prawa Uniwersytetu Komeńskiego w Bratysławie. Pracowała m.in. jako prawnik w firmie Allianz-Slovenská (1999–2004), następnie podjęła własną praktykę adwokacką. Była przewodniczącą Centralnej Komisji Wyborczej w wyborach samorządowych w 2005 i europejskich w 2009. W latach 2003–2009 należała do Partii Węgierskiej Koalicji, zaś w 2009 współtworzyła nowe ugrupowanie Most-Híd, którego została wiceprzewodniczącą. W 2010 uzyskała mandat posłanki do Rady Narodowej; nie utrzymała go w 2012. Do parlamentu wróciła w połowie kadencji w 2014, zastępując innego z deputowanych. W 2016 ponownie zasiadła w Radzie Narodowej na kolejną kadencję. W 2018 w rządzie Petera Pellegriniego objęła funkcję sekretarza stanu w ministerstwie sprawiedliwości, którą wykonywała do 2020.